# 勒巴约勒
勒巴约勒（法語：Le Bailleul，法語發音：[lə bajœl]）是法国萨尔特省的一个市镇，属于拉弗莱什区。

## 地理
勒巴约勒（47°46'7"N, 0°9'40"W）面积27.46 平方千米，位于法国卢瓦尔河地区大区萨尔特省，该省份为法国西北部内陆省份，北起顺时针与奥恩省、厄尔-卢瓦省、卢瓦-谢尔省、安德尔-卢瓦尔省、曼恩-卢瓦尔省和马耶讷省接壤，是法国大西部的入口，连接卢瓦尔河谷、布列塔尼和巴黎盆地。
与勒巴约勒接壤的市镇（或旧市镇、城区）包括：萨尔特河畔帕尔塞、维莱讷苏马利科讷、阿尔特泽、拉沙佩勒达利涅、克罗米耶尔、卢阿耶。

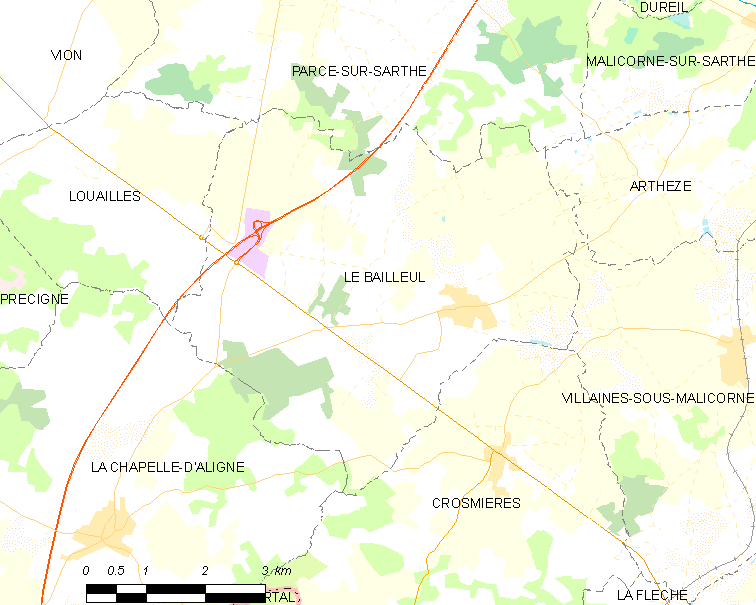
勒巴约勒的OSM定位图

勒巴约勒的时区为UTC+01:00、UTC+02:00（夏令时）。

## 行政
勒巴约勒的邮政编码为72200，INSEE市镇编码为72022。

## 政治
勒巴约勒所属的省级选区为萨尔特河畔萨布莱县。

## 人口

1962-2008年间勒巴约勒人口变化图示

勒巴约勒于2022年1月1日时的人口数量为1217人。